# Attila Petschauer
Attila Petschauer (Budapest, 14 dicembre 1904 – Zavidovo, 20 gennaio 1943) è stato uno schermidore ungherese, vincitore di due medaglie d'oro ed una d'argento nella scherma ai Giochi olimpici.

## Biografia
Nato a Budapest, Petschauer fece parte della rappresentativa nazionale di scherma ungherese alle Olimpiadi nel 1928 e nel 1932. Tra la fine degli anni 1920 e l'inizio degli anni 1930 viene considerato uno dei tiratori più importanti del mondo.

## Campionati Europei
Nel 1923, ad appena 19 anni, ha conquistato la medaglia di bronzo ai Campionati Europei di scherma.
Negli anni che seguirono, vinse il "Heroes Memorial Tournament" ed conquistò la medaglia d'argento nella sciabola individuale nel 1926 e nel 1930, e la medaglia di bronzo nel 1925, nel 1929 e il 1931. Ha anche vinto la medaglia d'oro nella sciabola a squadre nel 1930 e nel 1931.

## Carriera olimpica
Alle Olimpiadi di Amsterdam nel 1928 ha fatto parte della squadra di sciabola che conquistò la medaglia d'oro vincendo tutti e 20 gli incontri della manifestazione. Tra i suoi compagni di squadra vi erano János Garay e Sándor Gombos, che sono anche membri della Jewish International Sports Hall of Fame. Nella gara individuale di sciabola, Petschauer vinse la medaglia d'argento, tirando in finale con il collega ungherese Ödön von Tersztyánszky.
Nel 1932 alle Olimpiadi estive di Los Angeles, Petschauer fece di nuovo parte della squadra ungherese di sciabola, che conquistò la medaglia d'oro, mentre si piazzò al quinto posto nella gara individuale.

## Campo di concentramento
L'occupazione tedesca dell'Ungheria durante l'ultimo anno della seconda guerra mondiale, portò alla deportazione di molti ebrei nei campi di concentramento. Prima di allora gli ebrei erano stati soggetti a leggi anti-ebraiche, ma la reputazione di Petschauer come sportivo, gli aveva attribuito un apposito "documento di esenzione". Tuttavia, nel corso di un controllo di routine di identificazione da parte della polizia ungherese mentre era a passeggio, Petschauer fu trovato privo di lasciapassare e per questo fu arrestato.
Fu deportato nel campo di concentramento di Davidovka, nella città ucraina di Zavidovo nel 1943. Nel campo di prigionia, Petschauer venne riconosciuto da un ufficiale militare, il tenente colonnello Kálmán Cseh von Szent-Katolna, che era stato un atleta olimpico nella squadra di equitazione per l'Ungheria alle Olimpiadi del 1928. Un altro campione olimpico, Károly Kárpáti, suo compagno di prigionia, fu testimone della morte di Petschauer.

## Cinema
La vita e la morte di Attila Petschauer sono stati trasposti nel film del 1999, Sunshine, interpretato da Ralph Fiennes.

## Hall of Fame
È stato ammesso nella International Jewish Sports Hall of Fame nel 1985.

## Memorial
La figura di Attila Petschauer viene ricordata attraverso una competizione, che dal 1994, si tiene in memoria di Petschauer. Negli Stati Uniti è noto come uno degli eventi principali di sciabola.

## Palmarès
In carriera ha ottenuto i seguenti risultati:
- Giochi olimpici:

Amsterdam 1928: oro nella sciabola a squadre ed argento nella sciabola individuale.
Los Angeles 1932: oro nella sciabola a squadre.
- Mondiali di scherma

Ostenda 1925: bronzo nella sciabola individuale.
Budapest-Ostenda 1926: argento nella sciabola individuale.
Napoli 1929: bronzo nella sciabola individuale.
Liegi 1930: oro nella sciabola a squadre ed argento nella sciabola individuale.
Vienna 1931: oro nella sciabola a squadre ed bronzo nella sciabola individuale.